# جیبا
جیلبرتو آمائوری دِ گودوی فیلیو (به پرتغالی: Gilberto Amauri de Godoy Filho) (متولد ۲۳ دسامبر ۱۹۷۶ در لوندرینا، برزیل) که عموماً با نام جیبا (با تلفظ آوای پرتغالی ژیبا) شناخته می‌شود، بازیکن سابق والیبال اهل کشور برزیل است. جیبا از سال ۱۹۹۵ تا ۲۰۱۲ عضو تیم ملی برزیل بود. بسیاری کارشناسان و مردم جهان جیبا را به عنوان برترین بازیکن تاریخ والیبال جهان می‌دانند. ژیبا پس از المپیک ۲۰۱۲، اعلام بازنشستگی خود را از تیم ملی برزیل اعلام می‌کند و پس از ۳۱۹ بازی ملی از تیم ملی کشورش خداحافظی می‌کند. جیبا دارنده مدال طلای بازی‌های المپیک تابستانی ۲۰۰۴ آتن است. جیبا در سال ۲۰۱۴ در سن ۳۷ سالگی از والیبال خداحافظی کرد.

## زندگی شخصی
جیبا در شش ماهگی مبتلا به سرطان خون شد و در طی یک سال درمان بهبودی کامل را به دست آورد. در سال ۱۹۹۶ در یک تصادف با خودرو در کوریتیبا به دره ۳۰ متری سقوط کرد اما این بازیکن از خودرو بیرون آمد و صدمه‌ای ندید. جیبا در ۲۵ دسامبر ۲۰۰۳ در بوداپست با کریستینا پیرو بازیکن رومانی الاصل تیم ملی زنان برزیل ازدواج کرد و حاصل این ازدواج دو بچه به نام نیکول و پاتریک بوده است. جیبا در سال ۲۰۱۳ از کریستینا طلاق گرفت و با ماریا لویزا دائوت مدل آرژانتینی رابطه جدیدی را آغاز نمود.

### اجتماعی
جیبا از کودکان یتیم و مبتلا به سرطان حمایت می‌کند و در مبارزه با سرطان پروستات فعال است. جیبا و همسرش کریستینا پیرو که او نیز یک بازیکن والیبال بود وارد کمپین بنیاد ضد سرطان سینه شده‌اند. وی در حال حاضر رئیس کمیسیون ورزشکاران اف آی وی بی است.

### تجاری و رسانه
جیبا تا به حال با مجله ووگ ایتالیا و برندهای نیسان، تکنوس و اولمپیکس به عنوان مدل همکاری داشته است. کمیته ملی المپیک برزیل یک فیلم مستند تحت عنوان قهرمان المپیک را همراه با محمد مفرح از ایران ساخته است. جیبا کتابی مربوط به شرح حال خود و خاطرات مهم ورزشی خود با عنوان جیبا نلیس نوشته و به دو زبان لهستانی و ایتالیایی نیز ترجمه گردیده است.

## حرفه‌ای
ورزش حرفه‌ای ژیلبرتو گودوی فیلیو در سال ۱۹۹۳ در باشگاه کوریتیبا آغاز شد. جیبا در همان سال به تیم ملی جوانان دعوت و در مسابقات قهرمانی آمریکای جنوبی در رده جوانان قهرمانی را با برزیل تجربه کرد. در سال ۱۹۹۵، پس از یک فصل در کوکامار، در سن ۱۸ سالگی، برای اولین بار به تیم ملی بزرگسالان برزیل دعوت شد یا کسب اولین قهرمانی آمریکای جنوبی کار خود را در تیم ملی برزیل آغاز نمود. جیبا در همین سال توانست به موفقیت بزرگسی برسد و مدال نقره لیگ جهانی و مدال برنز جام جهانی را به دست آورد. جیبا در بین سال‌های ۱۹۹۶ و ۲۰۰۰ به باشگاه‌های متعددی در برزیل پیوست. جیبا در فصل بعد با میناس موفق به کسب قهرمانی سوپر لیگ برزیل شد. وی در سال‌های بعد نتایج خوبی را با تیم ملی برزیل به دست آورد، دو قهرمانی در قهرمانی والیبال آمریکای جنوبی و جام بزرگ قهرمانان ۱۹۹۷ از جمله قهرمانی‌ها بود. جیبا در سال ۱۹۹۹ برنز لیگ جهانی را به دست آورد و در ادامه مدال طلا بازی‌های پان امریکن را با برزیل به دست آورد. جیبا در سال ۲۰۰۰ به اولین تجربه بازی در خارج از کشور خود رسید و با توری فرارا ایتالیا قراردای سه ساله به ثبت رساند. جیبا در همین سال در سال ۲۰۰۲ موفق شد برای اولین بار در زندگی حرفه‌ای خود با تیم ملی برزیل قهرمان قهرمانی والیبال جهان شود و در جام جهانی ۲۰۰۳ با برزیل قهرمانی دیگری را تجربه کند. جیبا در بازی‌های المپیک تابستانی ۲۰۰۴ درخشید و تنوانست اولین مدال المپیک خود را به دست آورد و به کارنامه درخشان خود مدال طلای المپیک را اضافه نماید و در با برزیل ادامه قهرمان لیگ جهانی رم شود. جیبا پس از حضور در فرارا به کونئو پیمونته پیوست و موفق به کسب جام حذفی ایتالیا در سال ۲۰۰۶ شد. جیبا در مسابقات قهرمانی جهان ۲۰۰۶ در ژاپن قهرمانی دیگری را به دست آورد و در این مسابقات به عنوان بهترین بازیکن شناخته شد، وی در ادامه در لیگ جهانی با برزیل در مسکو جام قهرمانی را بالای سر برد. جیبا در سال ۲۰۰۷ خاتمه همکاری با کونئو را اعلام نمود و به روسیه رفت و به باشگاه ایسکرا پیوست و نتایج قابل توجهی به دست آورد. در سال ۲۰۰۸ حتی تا پای فینال المپیک در پکن با تیم ملی برزیل رفت اما در نهایت مدال برنز را به خانه برد. در سال ۲۰۰۹ او برای دو فصل به پینهیروس پیوست و به برزیل بازگشت.
جیبا در طول تابستان سال ۲۰۰۹ به با درخشش خود و هم تیمی‌هایش موفق به کسب مدال طلا در لیگ جهانی و مسابقات قهرمانی آمریکای جنوبی و جام بزرگ قهرمانان جهان شد. ژیلبرتو در سال ۲۰۱۰ به فینال مسابقات قهرمانی جهان در ایتالیا رسید و قهرمانی دیگری را با برزیل پرآوازه به دست آورد. ژیلبرتو آمائوری د گودوی فیلیو در فصل ۱۲–۲۰۱۲ توسط فلوریپا جذب شد و نایب قهرمانی برزیل را به دست آورد. جیبا پس از المپیک ۲۰۱۲، اعلام بازنشستگی خود را از والیبال بین‌المللی اعلام کرد و بازوبند کاپیتانی خود را برونو رزنده داد تا کاپیتان پر افتخار برزیل پس از ۳۱۹ بازی ملی از تیم ملی کشورش خداحافظی کند. جیبا فصل بعدی را در آرژانتین در باشگاه سیوداد د بولیوار گزراند و نایب قهرمانی لیگ آرژانتین را با بولیوار تجربه نمود. جیبا در فصل ۱۴–۲۰۱۳ به کریستا رفت و پس از سه ماه فعالیت در این تیم با النصر امارات متحده عربی به توافق رسید و در لیگ امارات توپ زد، جیبا پس از مدتی با النصر به مشکلاتی برمی‌خورد و به برزیل بازگشت. جیبا در سال ۲۰۱۴ در سن ۳۷ سالگی از والیبال خداحافظی کرد.

## دستاوردهای ورزشی

### فردی
- ۱۹۹۳ باارزش‌ترین بازیکن – قهرمانی زیر ۱۹ سال پسران جهان
- ۱۹۹۵ باارزش‌ترین بازیکن – قهرمانی زیر ۲۱ سال مردان جهان
- ۲۰۰۴ باارزش‌ترین بازیکن – بازی‌های المپیک
- ۲۰۰۶ باارزش‌ترین بازیکن – لیگ جهانی
- ۲۰۰۶ باارزش‌ترین بازیکن – قهرمانی جهان
- ۲۰۰۶ جایزه المپیک برزیل بهترین ورزشکار سال
- ۲۰۰۷ باارزش‌ترین بازیکن – بازی‌های پان امریکن
- ۲۰۰۷ باارزش‌ترین بازیکن – قهرمانی آمریکای جنوبی
- ۲۰۰۷ باارزش‌ترین بازیکن – جام جهانی
- ۲۰۰۸ بهترین زننده سرویس – لیگ جهانی
- ۲۰۰۹ بهترین اسپکر – قهرمانی آمریکای جنوبی
- ۲۰۱۰ مجله فیمس – بهترین بازیکن والیبال در یک دهه گذشته
- ۲۰۱۱ ایالت پارانا – مدال پیشرفت و ارتقاء ورزش
- ۲۰۱۱ اسکای اسپورت – معروف‌ترین بازیکن والیبال در جهان
- ۲۰۱۵ فاکس اسپورت – بهترین بازیکن والیبال مردان جهان در تمام ادوار تاریخ[۱]
- ۲۰۱۶ آرسی آی برزیل – بهترین فعال ورزشی
- ۲۰۲۰ مارکا – صد ورزشکار برتر قرن بیست و یکم